# Pactum de non petendo
Ein pactum de non petendo (lat.: Vertrag, nicht zu fordern) bezeichnet in der Rechtswissenschaft ein Stillhalteabkommen, namentlich eine Vereinbarung, einen Anspruch nicht geltend zu machen, wobei gleichgültig ist, ob dieser besteht, bestehen wird, vermeintlich oder veritabel ist, übertragen, vererbt, auflösend und/oder aufschiebend bedingt oder unbedingt, streitig oder unstreitig ist. Typischerweise ist daher das pactum de non petendo eine vorweggenommene Klausel. 
Das Rechtsinstitut des pactum de non petendo wurde bereits in der klassischen Zeit römischen Rechts als formloser Schuldaufhebungsvertrag eingeführt. Formloser Erlass und Stundung wurden noch einheitlich betrachtet. Ihm entsprang die Einrede der exceptio pacti conventi.

## Rechtsfolgen
Die Rechtsfolge besteht in einer rechtshemmenden Einwendung, grundsätzlich mit Wirkung inter partes, die der Durchsetzung des betroffenen Anspruchs entgegensteht und in allen Verfahrensstadien ein Vollstreckungshindernis ist. 
Ausnahmsweise kann aus rechtlichen Gründen als quasi-gesetzliches Rechtsverhältnis ein pactum de non petendo angenommen werden, wenn ein Recht missbräuchlich erworben wurde oder die Geltendmachung bestimmter Aspekte gerade durch einen bestimmten Petenten missbräuchlich wäre, ohne das betroffene Recht selbst zerstören zu müssen (vgl. Rechtsmissbrauch). In solchen Fällen ist die rechtstechnische Grenze zur materiellen Präklusion fließend. 

## Zulässigkeit
In bestimmten Fällen sind pacta de non petendo unzulässig, etwa wenn damit gesetzliche Regelungen umgangen werden sollen, beispielsweise das Verbot des § 1614 Abs. 1 BGB, auf zukünftigen (familienrechtlichen) Unterhalt zu verzichten.

## Funktion
Die Funktion besteht im Wesentlichen in Folgendem:
- mediatorische Funktion, bereits bei Vertragsverhandlungen können die Parteien konfliktbeladene Punkte isolieren und für die Vertragsdurchführung wirkungslos stellen; entsprechendes gilt für Rechtsstreitigkeiten.
- Haftungsausschluss und Risikobegrenzung, die aus rein wirtschaftlichen Erwägungen unter Vernachlässigung der Rechtslage erfolgen können.

## Formen
- Befristeter pactum de non petendo: Stundung
- Dauerhafter pactum de non petendo
- Pactum de non licitando (Vertrag, nicht zwangszuversteigern) vertragliches Verbot für einen Petenten, die Zwangsversteigerung in ein Grundstück zu betreiben.